# Piabucus
Piabucus és un gènere de peixos de la família dels caràcids i de l'ordre dels caraciformes.

## Taxonomia
- Piabucus caudomaculatus (Vari, 1977)[2]
- Piabucus dentatus (Koelreuter, 1763)[3]
- Piabucus melanostoma (Holmberg, 1891)[4][5][6][7][8][9][10][11]